# Рябчики
Ря́бчики (лат. Tetrastes) — род небольших лесных птиц из подсемейства тетеревиных, отряда курообразных.

## Общая характеристика
Отличаются от близкого к нему рода тетеревов (лат. Tetrao) неоперённой, покрытой на передней стороне двумя рядами щитков нижней половиной плюсны. Масса тела варьирует в пределах 300—500 г и менее. Распространены в Евразии, где населяют лесную зону. По образу жизни оба вида рябчиков очень схожи между собой. Являются объектом охоты.

## Классификация
Род образован двумя видами:
- Рябчик — Tetrastes bonasia (Linnaeus, 1758).
- Рябчик Северцова — Tetrastes sewerzowi Przewalski, 1876.

В некоторых классификациях к роду также относят воротничкового рябчика (Bonasa umbellus (Linnaeus, 1766)), причём название рода даётся как Bonasa.

## Генетика
Молекулярная генетика
- Депонированные нуклеотидные последовательности в базе данных EntrezNucleotide, GenBank, NCBI, США: 177 (по состоянию на 25 февраля 2020).
- Депонированные последовательности белков в базе данных EntrezProtein, GenBank, NCBI, США: 126 (по состоянию на 25 февраля 2020).

Бо́льшая часть депонированных последовательностей принадлежит рябчику (Tetrastes bonasia) — генетически наиболее изученному представителю данного рода.
Филогенетика
В результате секвенирования двух генов митохондриальной ДНК, 12S и ND2, было установлено, что рябчик (Tetrastes bonasia) филогенетически расположен ближе к рябчику Северцова (T. sewerzowi), чем к воротничковому рябчику (Bonasa umbellus), и все три изученных вида рябчиков отличны от остальных тетеревиных.
Данные определения первичной структуры участка гена c-mos ядерного генома длиной 480 пн указывают на парафилетическое происхождение обыкновенного и воротничкового рябчиков.